# Burg Henneberg (Nachbau)
Die Burg Henneberg, auch Alsterschlösschen genannt, ist eine künstliche Ruine an der Alster in Hamburg-Poppenbüttel in unmittelbarer Nähe der Poppenbütteler Schleuse. Sie ist eine Nachbildung der Burg Henneberg im südlichen Thüringen im Maßstab 1:4.

## Geschichte

### Die Ära der Familie Henneberg
Als im Jahr 1875 der braunschweigische Postdirektor Albert Caesar Hennberg (* 1818, † 1896) sich nach einem Ruhesitz umsah, kaufte er nahe der Poppenbütteler Schleuse das Gelände einer ehemaligen Lehmkuhle, auf dem er einen Berg aufschütten und dort die Burg errichten sowie den Park Marienhof anlegen ließ.
Die Burg wurde von 1884 bis 1887 nach den Plänen des Architekten Pieper auf dem Park Marienhof an der Alster gebaut. Sie ist ein Nachbau der Burg Henneberg in Thüringen, des Stammsitzes der Grafen von Henneberg, im Maßstab 1:4. Ein Motiv für das gewählte Vorbild war die Namensverwandtschaft, obwohl eine verwandtschaftliche Verbindung der Hennebergs zur Grafen-Familie nicht bestand. Der Bau neugotischer und anderer Burganlagen entsprach dem damaligen Zeitgeist großbürgerlicher Familien, wie sie auch an weiteren Stellen in Hamburg, z. B. an der Elbchaussee im Baurs Park, errichtet wurden.
Der Park Marienhof, ein zur Alster leicht abfallendes, 3,5 ha großes Gelände, wurde von Albert Henneberg im Stil eines englischen Landschaftsgartens (Arboretum) mit exotischen Gehölzen aus verschiedenen Regionen aus Europa, den USA, China und Japan angelegt. Der Park besteht heute noch.

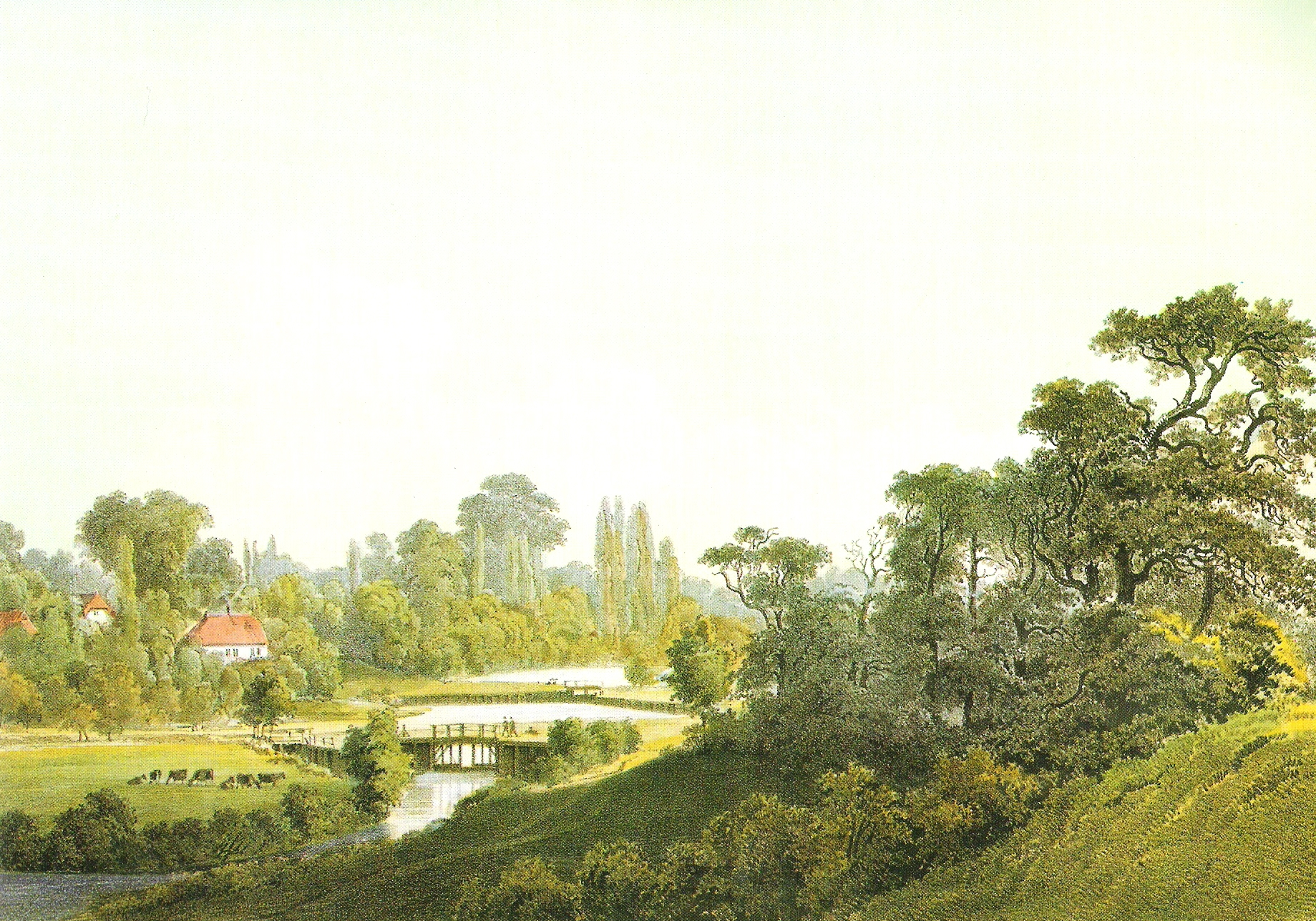
Die Alster an der Poppenbütteler Schleuse im Jahre 1856 von Wilhelm Heuer

Das von Wilhelm Heuer gemalte Bild (siehe rechts) zeigt die Poppenbütteler Schleuse mit dem oberen und unteren (heute Bäckerbrücke) Schleusenwehr aus dem Jahr 1856. Auf dem rechtsseitigen Alsterufer, am oberen Schleusenwehr, befinden sich der „Park Marienhof“ und das Schleusenmeisterhaus (heute Restaurant). Der Hügel mit der Burg Henneberg existierte zu der Zeit noch nicht.
1855, als die Alstertaler Gemeinde noch zu Dänemark gehörte, erwarb die Familie Henneberg große Landwirtschaftsflächen in der Gemeinde. Mit der Gründung der Provinz Schleswig-Holstein durch die Preußen im Jahr 1867 gehörte die Alstertaler Gemeinde mit dem Dorf Poppenbüttel zum Landkreis Stormarn. Der Gutsbetrieb der Hennebergs war bis Ende des 19. Jahrhunderts als Milchlieferant mit etwa 150 Rindern überwiegend auf den Absatzmarkt Hamburg ausgerichtet.
Für das Ansehen der „Ritterburg“ wurde eigens ein felsiger 15 Meter hoher Burgberg in drei Jahren Arbeitszeit aufgeschüttet. Die Burg besteht aus einem Hauptgebäude, einem 12 Meter hohen Turm, einem Nebentürmchen sowie einem nach Süden gerichteten, terrassenförmigen Vorbau. Im Hauptgebäude befinden sich ein 23 m² großer „Rittersaal“ mit einer 20 m² großen Empore, einer 7 m² großen Burgkammer sowie der Aufgang zum Turm. Über eine Wendeltreppe gelangt man auf den Turm, von dem die Hennebergs einen weiten Blick bis zu den Kirchtürmen Hamburgs hatten. Heute ist dieser Blick durch die hoch gewachsenen Bäume der Stadt verstellt. Der Zugang zur Burg erfolgt über einen um die Burg herumlaufenden offenen Treppengang. Um dem Bau ein antikes Ansehen zu verleihen, wurden im Mauerwerk des Turms Risse vorgetäuscht.
Die Burg diente der Familie Henneberg bis 1907 als Familienarchiv, das auch von Braunschweiger Geschichtsforschern genutzt wurde. Mit der Auflösung des landwirtschaftlichen Besitzes der Hennebergs im Jahr 1930, im Zuge der Aufschließung von Wohnsiedlungsgebieten in Poppenbüttel, standen die Räume der Burg einer Liedertafel als Proberaum zur Verfügung. 1942 wurden die Burg und ein Teil der Parkanlage an die Stadt Hamburg verkauft.
Die Ära der Familie Henneberg endete 1986 mit dem Tod von Otto Henneberg-Poppenbüttel, da er keine Nachkommen hatte.

### Die neuen Besitzer
Der Burgnachbau verfiel im Laufe der Jahrzehnte durch die fehlende Nutzung. 1988 bestand Einsturzgefahr, die angrenzende Straße musste gesperrt werden. Ein Abriss des Bauwerks wurde in Erwägung gezogen, sollte sich kein Käufer finden. 1990 erwarb ein privater Investor den Bau unter der Verpflichtung einer umfassenden Restaurierung.
1991 wurde das Bauwerk unter Denkmalschutz gestellt, mit dem Eintrag in die Liste der Kulturdenkmäler in Hamburg-Poppenbüttel: „Burgruine Henneberg mit künstlicher Topografie, Typ Folly (Nachbau einer Burgruine), Marienhof 8.“
2002 und 2013 wechselten erneut die Besitzer. 2014 wurde die Nutzung der Burg in die gemeinnützige „Stiftung Burg Henneberg“ überführt. Sie dient der Erhaltung und Nutzung des Bauwerks für kulturelle Zwecke und ist in diesem Rahmen auch erstmals öffentlich zugänglich. Zur Verbesserung der wirtschaftlichen Rahmenbedingungen ermöglichte die Stadt Hamburg den derzeitigen Besitzern seit 2021 die gewerbliche Nutzung.
Seit 2024 steht das Grundstück wieder zum Verkauf. Die Möglichkeiten der Nutzung sind unverändert gering.